# HM Prison
Pour les articles homonymes, voir HMP.
 (novembre 2023).
His Majesty's Prison (ou Her Majesty's Prison pour une monarque ; en français, prison de Sa Majesté) est le préfixe des noms des prisons du Royaume-Uni, ainsi que de certaines prisons en Australie et à un petit nombre de prisons au Canada, à la Grenade, à la Barbade et aux Îles Vierges britanniques.

## Australie
Le préfixe HM Prison est donné à un bon nombre de prisons en Australie. En particulier, dans l'État de Victoria.

## Canada
His Majesty's Penitentiary (en), situé au 85 Forest Road à St. John's, Terre-Neuve, a été construit en 1859 et est toujours opérationnel en tant qu'établissement correctionnel pour hommes et femmes du ministère de la Justice et de la Sécurité publique de la province canadienne de Terre-Neuve-et-Labrador.
Ce centre pénitentiaire a été construit alors que Terre-Neuve faisait partie du Royaume-Uni et non du Canada. Terre-Neuve est devenue partie du Canada en 1949.

## Royaume-Uni
Au Royaume-Uni, le préfixe fait partie du nom de chaque prison et est généralement abrégé en HM Prison ou HMP. Ces établissement sont gérés par le His Majesty's Prison Service et sont notamment les suivants :

### Angleterre

#### Prisons actuellement en activité
- Prison de haute sécurité de Belmarsh
- Prison de Birmingham
- Prison de Brixton
- Prison de Bure
- Prison du Dartmoor
- Prison de Frankland
- Prison de Parkhurst
- Prison de Pentonville
- Prison de Risley
- Prison de Wakefield
- Prison de Wandsworth
- Prison de Wormwood Scrubs

#### Anciennes prisons
- Prison de Holloway
- Prison de Reading

### Écosse

#### Prisons actuellement en activité
- Prison du Grampian

### Irlande du Nord

#### Prisons actuellement en activité
- Prison de Maggilligan
- Prison de Maze

#### Anciennes prisons
- Prison de Crumlin Road

### Îles Vierges britanniques

#### Anciennes prisons
- Prison de Road Town

### Pays de Galles

#### Prisons actuellement en activité
- Prison de Berwyn